# Biologie quantique
La biologie quantique est l'étude des applications de la mécanique quantique et de la chimie théorique aux objets et problèmes biologiques. De nombreux processus biologiques impliquent la conversion de l'énergie en des formes utilisables pour des transformations chimiques et sont de nature quantique. Ces processus impliquent des réactions chimiques, l'absorption de la lumière, la formation d'états électroniques excités, le transfert d'énergie d'excitation et le transfert d'électrons et de protons (ions hydrogène) dans des processus chimiques tels que la photosynthèse, l'olfaction et la respiration cellulaire.
La biologie quantique peut utiliser des calculs pour modéliser les interactions biologiques à la lumière des effets de la mécanique quantique. La biologie quantique s'intéresse à l'influence des phénomènes quantiques non triviaux, qui peuvent s'expliquer en réduisant le processus biologique à la physique fondamentale, bien que ces effets soient difficiles à étudier et puissent être spéculatifs.

## Histoire
La biologie quantique est un domaine émergent ; la plupart des recherches actuelles sont théoriques et sujettes à des questions qui nécessitent des expérimentations supplémentaires pour pouvoir y répondre en se basant sur des preuves expérimentales. Bien que ce domaine n'ait reçu que récemment un afflux d'attention, il a été conceptualisé par les physiciens tout au long du XXe siècle. La biologie quantique a été considérée comme pouvant jouer un rôle essentiel dans l'avenir du monde médical. Les pionniers de la physique quantique ont vu des applications de la mécanique quantique dans les problèmes biologiques. Le livre d'Erwin Schrödinger, What is Life ?, publié en 1944, traite des applications de la mécanique quantique en biologie. Schrödinger a introduit l'idée d'un "cristal apériodique" qui contient des informations génétiques dans sa configuration de liaisons chimiques covalentes. Il a en outre suggéré que les mutations sont introduites par des "sauts quantiques". D'autres pionniers comme Niels Bohr, Pascual Jordan et Max Delbrück ont soutenu que l'idée quantique de complémentarité était fondamentale en sciences de la vie. En 1963, Per-Olov Löwdin a publié l'effet tunnel des protons décrit comme étant un autre mécanisme de mutation de l'ADN. Dans son article, il a déclaré qu'il existe un nouveau domaine d'étude appelé "biologie quantique".

## Applications
| Phénomène biologique                                                                            | Effet quantique                                                     |
| ----------------------------------------------------------------------------------------------- | ------------------------------------------------------------------- |
| Vision, bioluminescence, odorat photorécepteurs, synthèse de la vitamine D                      | États électroniques excités                                         |
| Activités enzymatiques, notamment impliquées dans la respiration cellulaire et la photosynthèse | Effet tunnel de l'électron                                          |
| Magnétoréception                                                                                | Spin de l'électron, paires de radicaux intriquées                   |
| Utilisation des photons dans la photosynthèse                                                   | Transfert d'énergie de l'électron impliquant la cohérence quantique |

### Photosynthèse

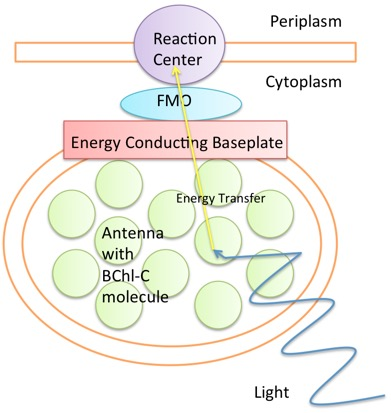
Diagramme du complexe FMO. La lumière excite les électrons dans une « antenne ». L'excitation est ensuite transférée à travers diverses protéines du complexe FMO vers le « centre de réaction » pour poursuivre la photosynthèse.

Les organismes qui subissent la photosynthèse absorbent l'énergie lumineuse par le processus d'excitation des électrons dans des structures appelées « antennes ». Ces antennes varient selon les organismes. Par exemple, les bactéries (cyanobactéries) utilisent des antennes en forme d'anneau, tandis que chez les plantes ce sont les pigments de chlorophylle qui absorbent les photons. La photosynthèse crée des excitons, qui fournissent une séparation de charge que les cellules convertissent en énergie chimique utilisable. L'énergie collectée dans les sites de réaction doit être transférée rapidement avant d'être perdue par fluorescence ou par mouvement vibratoire thermique.
Diverses structures, telles que le complexe FMO des bactéries vertes sulfureuses, sont responsables du transfert de l'énergie des antennes vers un site de réaction. Les études en spectroscopie électronique FT sur l'absorption et le transfert d'électrons montrent une efficacité supérieure à 99 %, qui ne peut être expliquée par les modèles mécaniques classiques comme le modèle de diffusion. On les a donc remis en question et dès 1938, les scientifiques ont théorisé que la cohérence quantique était le mécanisme du transfert d'énergie d'excitation.
Les scientifiques ont récemment cherché des preuves expérimentales de ce mécanisme proposé de transfert d'énergie. Une étude publiée en 2007 a revendiqué l'identification de la cohérence quantique électronique à -196 °C (77 K). Une autre étude théorique datant de 2010 a fourni la preuve que la cohérence quantique vit jusqu'à 300 femtosecondes (300-15 s) à des températures biologiquement pertinentes (4 °C ou 277 K) . La même année, des expériences menées sur des algues cryptophytes photosynthétiques en spectroscopie d'écho de photons en deux dimensions ont confirmé la cohérence quantique à long terme. Ces études suggèrent qu'au cours de l'évolution, la nature a développé un moyen de protéger la cohérence quantique pour améliorer l'efficacité de la photosynthèse. Cependant, des études de suivi critiques remettent en question l'interprétation de ces résultats. La spectroscopie à molécule unique montre aujourd'hui les caractéristiques quantiques de la photosynthèse sans l'interférence d'un désordre statique, et certaines études utilisent cette méthode pour attribuer les signatures rapportées de la cohérence quantique électronique à la dynamique nucléaire se produisant dans les chromophores,,,,,,. Un certain nombre de propositions ont émergé pour tenter d'expliquer cette cohérence inattendue sur le long terme inattendue. Selon une proposition, si chaque site du complexe "ressent" son propre bruit environnemental, l'électron ne restera pas dans un minimum local en raison à la fois de la cohérence quantique et de l'environnement thermique, mais se dirigera vers le site de réaction par des "marches quantiques",,. Une autre proposition est que le taux de cohérence quantique et l'effet tunnel des électrons créent un puits d'énergie qui déplace rapidement l'électron vers le site de réaction. D'autres travaux ont suggéré que les symétries géométriques dans le complexe pourraient favoriser un transfert d'énergie efficace vers le centre de réaction, reflétant un transfert d'état parfait dans les réseaux quantiques. En outre, les expériences avec des molécules de colorants artificiels jettent des doutes sur l'interprétation selon laquelle les effets quantiques ne durent pas plus de cent femtosecondes.
En 2017, la première expérience de contrôle avec la protéine FMO originale en conditions ambiantes a confirmé que les effets quantiques électroniques sont éliminés en 60 femtosecondes, alors que le transfert global d'exciton prend un temps de l'ordre de quelques picosecondes (10-12 s). En 2020, une revue de la littérature fondée sur une vaste gamme d'expériences de contrôle et de théories a conclu que les effets quantiques proposés ne tenaient pas, en raison de la longue durée de vie des cohérences électroniques dans le système FMO. Les recherches sur la dynamique du transport suggèrent plutôt que les interactions entre les modes d'excitation électronique et vibratoire dans les complexes FMO nécessitent une explication semi-classique, semi-quantique du transfert de l'énergie d'excitation. En d'autres termes, alors que la cohérence quantique domine à court terme, une description classique est plus précise pour décrire le comportement à long terme des excitons.
Un autre processus de la photosynthèse qui a une efficacité de presque 100% est le transfert de charge, ce qui suggère à nouveau que des phénomènes de mécanique quantique sont en jeu. En 1966, une étude sur la bactérie photosynthétique Chromatium a montré qu'à des températures inférieures à 100 K, l'oxydation du cytochrome est indépendante de la température, lente (de l'ordre de la milliseconde) et très faible en énergie d'activation. Les auteurs, Don DeVault et Britton Chase, ont postulé que ces caractéristiques du transfert d'électrons sont indicatives d'un effet tunnel quantique, selon lequel les électrons pénètrent une barrière potentielle bien qu'ils possèdent moins d'énergie que ce qui est classiquement nécessaire.

### Mutations de l'ADN
L'acide désoxyribonucléique, l'ADN, sert d'instruction pour la fabrication de protéines dans tout l'organisme. Il est constitué de 4 nucléotides : guanine, thymine, cytosine et adénine. Le nombre et l'ordre dans lequel sont agencés ces nucléotides donne les "recettes" pour fabriquer les différentes protéines.
Chaque fois qu'une cellule se reproduit, elle doit copier ces brins d'ADN. Cependant, il arrive parfois qu'une mutation (une erreur dans la séquence dans les nucléotides) se produise tout au long du processus de copie du brin d'ADN. Le modèle de mutation de l'ADN de Lowdin explique une théorie du raisonnement qui sous-tend la mutation de l'ADN. Dans ce modèle, un nucléotide peut changer de forme par un processus d'effet tunnel quantique. De ce fait, le nucléotide modifié perdra sa capacité à s'apparier avec sa paire de bases d'origine et modifiera par conséquent la structure et l'ordre du brin d'ADN.
L'exposition aux rayons ultraviolets et à d'autres types de rayonnement peut provoquer une mutation et des dommages de l'ADN. Les radiations peuvent également modifier les liaisons des pyrimidines le long du brin d'ADN et les faire se lier à elles-mêmes pour créer un dimère.
Chez de nombreux procaryotes et plantes, ces liaisons sont réparées et les molécules retrouvent leur forme originale grâce à une enzyme de réparation de l'ADN, la photolyase. Comme son préfixe l'indique, la photolyase dépend de la lumière pour réparer le brin. La photolyase travaille avec son cofacteur FADH, le dinucléotide adénine flavinique, tout en réparant l'ADN. La photolyase est excitée par la lumière visible et transfère un électron au cofacteur FADH. Le FADH, maintenant en possession d'un électron supplémentaire, donne cet électron au dimère pour briser la liaison et réparer l'ADN. Ce transfert de l'électron se fait par effet tunnel entre l'électron du FADH et le dimère. Bien que la portée de l'effet tunnel soit beaucoup plus grande que ce qui est possible dans le vide, on dit que l'effet tunnel dans ce scénario est un "effet tunnel à super échange", et qu'il est possible grâce à la capacité de la protéine à augmenter le taux d'effet tunnel de l'électron.

### Aspects quantiques de l'ADN
Du début des années 1960 à nos jours (2020), une biologie quantique s'est construite, en montrant peu à peu que l'ADN et divers organismes vivants ont au cours de l'évolution ont « appris » à exploiter certaines propriétés de la physique quantique.
Historiquement, Schrödinger a influencé à la fois James Watson et Francis Crick qui ont découvert la double hélice d'ADN; il les a encouragé à étudier la nature des gènes. Schrödinger a selon Watson élégamment expliqué qu'il fallait comprendre comment les gènes agissent pour comprendre la vie .
Ensuite le succès de la biologie moléculaire (clonage de gènes, génie génétique, OGM, empreinte du génome, séquençage) a éclipsé et fait oublier les phénomènes quantiques potentiellement en jeu.
Les généticiens et le monde des biotechnologies ont à cette époque d'abord évité d'intégrer les aspects quantique de la physique et de la chimie dans leurs modèles du monde (aspects qui ne leur étaient pas nécessaires, et mathématiquement et intellectuellement, contre-intuitifs et donc plus difficile d'accès). Les biochimistes s'étonnaient simplement de l'extrême rapidité et efficacité de certains phénomènes (enzymatiques, photosynthétiques), sans pouvoir l'expliquer.
Les physiciens, de leur côté, ont longtemps cru qu'il était impossible que des effets quantiques puissent être mobilisés par les organismes vivants tels que bactéries, plantes, champignons ou animaux. Leur principal argument était que les physiciens devaient eux-mêmes, pour démontrer l'existence de phénomènes quantiques dans les systèmes physiques inorganiques, travailler dans un environnement extrêmement contrôlé, et notamment à des températures proches du zéro absolu, dans le vide et justement à l'abri de l'environnement, source continuelle d'interférences. Ils pensaient alors que des phénomènes de nature quantiques (ex : effet tunnel, effets d'interférence quantique) ne pouvaient s'exprimer que dans un sous-système cohérent et très isolé de son environnement. Beaucoup de physiciens se sont d'abord moqué des biologistes qui ont posé l'hypothèse que la mécanique quantique était peut-être utilisée par le vivant dans les conditions habituelles de température et de pression, et au sein d'un milieu aussi complexe que la cellule.
Un premier indice avait pourtant été suggéré par Watson et Crick. Ces derniers avaient en effet suggéré que les mutations génétiques puissent être créées dans la double hélice par la tautomérisation des bases d'ADN, transformant des formes imino- communes en formes énol rares, produisant ainsi des paires de bases incorrectement accouplée lors de la réplication de l'ADN.

Une « traduction quantique » de cette idée a été suggérée dès 1963 par Per-Olov Löwdin ; ce physicien suédois, a proposé que des tunnels protoniques puissent générer les bases tautomères. Per-Olov Löwdin apporte ainsi un mécanisme explicatif physique à la spéculation de Schrödinger selon laquelle les mutations ponctuelles aléatoires pourraient avoir une origine quantique ; en effet, tout code génétique (paires de bases d'un brin d'ADN) est maintenu en double hélice par un arrangement unique de liaisons hydrogène. Un atome d'hydrogène perdant un simple électron devient un proton et il semble possible que lors de la réplication d'un brin d'ADN, il y ait une probabilité qu'un tunnel protonique se produise en changeant la configuration de la liaison hydrogène, ce qui altère légèrement le code génétique. Une telle « tunnellisation » protonique pourrait aussi expliquer le vieillissement et l'apparition du dysfonctionnement cellulaires aboutissant aux tumeurs et cancers.
Dans les années 1960, peu de généticiens connaissaient cependant les apports de Löwdin, faisant que les biologistes, biophysiciens et biochimistes ont d'abord pensé que la mécanique quantique ne pouvait pas jouer de rôle spécifique dans les systèmes vivants.
A titre d'exemple, en 1962, le chimiste théoricien britannique Christopher Longuet-Higgins (qui à l'Université de Cambridge, a beaucoup apporté à la chimie moléculaire via la modélisation et l'analyse mathématiques) dans un texte (exposé fait lors d'une conférence) intitulé « Quantum Mechanics and Biology » s'oppose à l'idée que la mécanique quantique joue un jeu en biologie, tout en reconnaissant que la physique classique peine à expliquer trois phénomènes : la photosynthèse, la sensibilité rétinienne et la bio-luminescence. Il argue que la cartographie du cycle de Krebs et du cycle de Calvin, deux cycles complexes et fondamentaux pour le vivant n'a pas nécessité de connaissances en mécanique quantique autres que celles qui sont familières au pur chimiste organique s'intéressant aux mécanismes de réaction biochimiques.
Parmi les premiers, Ludwig von Bertalanffy a estimé que les lois déterministes classiques de la physique-chimie ne permettent pas de rendre compte de tous les phénomènes de la vie.
Des physiciens de la mécanique quantique (Bohr dans la revue Nature en 1933), Schrödinger, en 1944 dans son livre Qu'est-ce que la Vie ?  et Jordan dans un article de 1932 sur la mécanique quantique et les problèmes de base de la biologie et de la psychologie notamment) ont ensuite suggéré que la physique quantique pourrait combler ces lacunes explicatives, sans encore trop savoir comment. Mobilisant les notions de complémentarité et de principe d'incertitude, ils ont estimé que la mesure et l'aléatoire quantique auraient même pu jouer un rôle important dans l'évolution, voire fournir un contrôle directionnel au processus évolutif. Ce dernier point de vue est aujourd'hui discrédité (presque tous les biologistes estiment qu'il n'y aucun indice de directionnalité dans le moteur de l'évolution que constitue le jeu des mutations). De même le point de vue d'Eugène Wigner sur la conscience comme ingrédient magique à la résolution du problème de mesure est aussi maintenant largement discrédité.

### Théorie vibratoire de l'olfaction
L'olfaction, le sens de l'odorat, peut être décomposée en deux parties : la réception et la détection d'un produit chimique, puis la façon dont cette détection est envoyée au cerveau et traitée par celui-ci. Ce processus de détection d'une substance odorante est toujours remis en question à l'heure actuelle. Une théorie appelée "théorie de la forme de l'olfaction" suggère que certains récepteurs olfactifs sont déclenchés par certaines formes de produits chimiques et que ces récepteurs envoient un message spécifique au cerveau. Une autre théorie (fondée sur des phénomènes quantiques) suggère que les récepteurs olfactifs détectent la vibration des molécules qui les atteignent et que « l'odeur » est due à différentes fréquences vibratoires ; cette théorie est appelée à juste titre « théorie vibratoire de l'olfaction ».
La théorie vibratoire de l'olfaction, créée en 1938 par Malcolm Dyson mais revigorée par Luca Turin en 1996, propose que le mécanisme de l'odorat est dû aux récepteurs de la protéine G qui détectent les vibrations moléculaires dues à l'effet tunnel inélastique des électrons (effet tunnel où l'électron perd de l'énergie) à travers les molécules. Après la liaison du produit chimique au récepteur, le produit chimique agirait alors comme un pont permettant le transfert de l'électron à travers la protéine. Au fur et à mesure du transfert de l'électron, ce pont serait généralement une barrière pour les électrons et perdrait son énergie en raison de la vibration de la molécule récemment liée au récepteur, ce qui permettrait de sentir la molécule,.
Bien que la théorie vibratoire ait fait l'objet d'une certaine preuve expérimentale de son concept,, les expériences ont donné lieu à de multiples résultats controversés. Dans certaines expériences, les animaux sont capables de distinguer les odeurs entre des molécules de fréquences différentes et de même structure ; d'autres expériences montrent que les personnes ne sont pas conscientes de distinguer les odeurs en raison de fréquences moléculaires distinctes. Cependant, cela n'a pas été réfuté, et il a même été démontré que cela avait un effet sur l'olfaction d'animaux autres que les humains, comme les mouches, les abeilles et les poissons.

### Vision
La vision repose sur une énergie quantifiée afin de convertir les signaux lumineux en un potentiel d'action dans un processus appelé phototransduction. Dans la phototransduction, un photon interagit avec un chromophore dans un récepteur de lumière. Le chromophore absorbe le photon et subit une photoisomérisation. Ce changement de structure induit une modification de la structure du photorécepteur et les voies de transduction du signal qui en résultent conduisent à un signal visuel. Cependant, la réaction de photoisomérisation se produit à un rythme rapide, en moins de 200 femtosecondes, avec un rendement élevé. Les modèles suggèrent l'utilisation d'effets quantiques dans la mise en forme de l'état de base et des potentiels d'état excité afin d'atteindre cette efficacité.

#### Applications de la vision quantique
Des expériences ont montré que les capteurs de la rétine de l'œil humain sont suffisamment sensibles pour détecter un seul photon. La détection d'un seul photon pourrait conduire à de multiples technologies différentes. Un domaine de développement est la communication et la cryptographie quantiques. L'idée est d'utiliser un système biométrique pour mesurer l'œil en utilisant seulement un petit nombre de points sur la rétine avec des flashs aléatoires de photons qui "lisent" la rétine et identifient l'individu. Ce système biométrique permettrait seulement à un certain individu avec une carte rétinienne spécifique de décoder le message. Ce message ne pourrait être décodé par personne d'autre, à moins que l'espion ne devine la bonne carte ou ne puisse lire la rétine du destinataire du message.

### Activité enzymatique (biochimie quantique)
Les enzymes peuvent utiliser l'effet tunnel quantique pour transférer des électrons sur de longues distances. Il est possible que la conformation quaternaire des protéines ait évolué pour permettre un enchevêtrement et une cohérence quantiques soutenus. Plus précisément, les enzymes peuvent augmenter le pourcentage de la réaction qui se produit par "tunnelisation" de l'hydrogène. La tunnelisation fait référence à la capacité d'une petite particule de masse à traverser les barrières énergétiques. Cette capacité est due au principe de complémentarité, selon lequel certains objets ont des paires de propriétés qui ne peuvent être mesurées séparément sans modifier le résultat de la mesure. Les électrons ont à la fois des propriétés d'onde et de particule, ils peuvent donc traverser les barrières physiques comme une onde sans enfreindre les lois de la physique. Des études montrent que les transferts d'électrons à longue distance entre centres redox par effet tunnel quantique jouent un rôle important dans l'activité enzymatique de la photosynthèse et de la respiration cellulaire,. Par exemple, des études montrent que l'effet tunnel des électrons à longue distance de l'ordre de 15-30 Å (10-10 m) joue un rôle dans les réactions redox des enzymes de la respiration cellulaire. Sans effet tunnel quantique, les organismes ne seraient pas capables de convertir l'énergie assez rapidement pour soutenir leur croissance. Même s'il existe de telles séparations entre les sites d'oxydoréduction au sein des enzymes, les électrons sont transférés avec succès, généralement indépendamment de la température (sauf dans des conditions extrêmes) et de la distance, ce qui suggère la capacité des électrons à "creuser des tunnels" dans des conditions physiologiques. Des recherches supplémentaires sont nécessaires pour déterminer si ce phénomène spécifique d'effet tunnel est également cohérent.

### Magnétoréception
La magnétoréception désigne la capacité des animaux à se déplacer en utilisant l'inclinaison du champ magnétique terrestre. Une explication possible de la magnétoréception est le mécanisme de paires de radicaux enchevêtrés,. Le mécanisme de paires de radicaux est bien établi dans la chimie du spin,, et a été supposé s'appliquer à la magnétoréception en 1978 par Schulten et al. Le rapport entre les paires de singulets et de triplets est modifié par l'interaction des paires d'électrons enchevêtrées avec le champ magnétique terrestre. En 2000, le cryptochrome a été proposé comme "molécule magnétique" pouvant abriter des paires de radicaux magnétiquement sensibles. Le cryptochrome, une flavoprotéine présente dans les yeux des rouges-gorges européens et d'autres espèces animales, est la seule protéine connue pour former des paires de radicaux photo-induits chez les animaux. Lorsqu'il interagit avec des particules de lumière, le cryptochrome passe par une réaction d'oxydoréduction, qui produit des paires de radicaux à la fois pendant la photo-réduction et l'oxydation. La fonction du cryptochrome varie d'une espèce à l'autre, mais la photoinduction de paires de radicaux se produit par exposition à la lumière bleue, qui excite un électron dans un chromophore. La magnétoréception est également possible dans l'obscurité, le mécanisme doit donc reposer davantage sur les paires de radicaux générées pendant l'oxydation indépendante de la lumière.
Les expériences menées en laboratoire confirment la théorie de base selon laquelle les électrons des paires de radicaux peuvent être influencés de manière significative par des champs magnétiques très faibles, c'est-à-dire que seule la direction des champs magnétiques faibles peut affecter la réactivité des paires de radicaux et donc "catalyser" la formation de produits chimiques. On ne sait pas si ce mécanisme s'applique à la magnétoréception et/ou à la biologie quantique, c'est-à-dire si le champ magnétique terrestre "catalyse" la formation de produits biochimiques à l'aide de paires de radicaux, pour deux raisons. La première est qu'il n'est pas nécessaire que les paires de radicaux soient enchevêtrées, la caractéristique quantique clé du mécanisme des paires de radicaux, pour jouer un rôle dans ces processus. Il existe des paires radicales enchevêtrées et non enchevêtrées. Cependant, les chercheurs ont trouvé des preuves du mécanisme de magnétoréception des paires de radicaux lorsque les rouges-gorges, les cafards et les fauvettes de jardin européens ne pouvaient plus naviguer lorsqu'ils étaient exposés à une fréquence radio qui bloque les champs magnétiques et la chimie des paires de radicaux. Pour suggérer empiriquement l'implication de l'enchevêtrement, il faudrait concevoir une expérience qui pourrait perturber les paires de radicaux enchevêtrées sans perturber les autres paires de radicaux, ou vice versa, qui devrait d'abord être démontrée en laboratoire avant d'être appliquée aux paires de radicaux in vivo.

### Autres applications biologiques
On trouve d'autres exemples de phénomènes quantiques dans les systèmes biologiques comme la conversion de l'énergie chimique en mouvement et les moteurs browniens dans de nombreux processus cellulaires.

## Vidéographie
- (en) Quantum Biology Explains Mysteries ; 11 nov. 2018
- Jim Al-Khalili (2015) TedX : [How Quantum Biology Might Explain Life’s Biggest Questions] | TED Talks ; mis en ligne le 16 sept. Londres, juin 2015
- (en) Quantum Biology: The Hidden Nature of Nature, World Science Festival, avec  Paul Davies, Seth Lloyd, Thorsten Ritz | modérateur : John Hockenberry | mis en ligne 17 sept. 2015
- (en) An Introduction to Quantum Biology conférence de Philip Ball ; 18 févr 2015
- (en) Quantum Biology (Partie 1 : How Plants Use Quantum Mechanics) 17 févr. 2020
- (en) Birgitta Whaley (2020) The Renaissance of Quantum Biology (KITP Public Lecture by K. Birgitta Whaley) ; 19 juin 2020